# سیارک ۷۱۷۳
سیارک ۷۱۷۳ (به انگلیسی: 7173 Sepkoski، نامگذاری:1988PL1) هفت هزار و صد و هفتاد و سومین سیارک کشف شده‌است که در ۱۵ اوت ۱۹۸۸ کشف شد.
قدر مطلق سیارک برابر ۱۴٫۱۰ است.